# Tolasella festa
Tolasella festa är en insektsart som beskrevs av Evans 1972. Tolasella festa ingår i släktet Tolasella och familjen dvärgstritar. Inga underarter finns listade i Catalogue of Life.